# Kangaroo Court (canción)
«Kangaroo Court» es una canción de Indie Rock del dúo Capital Cities. La canción fue lanzada como descarga digital en los Estados Unidos el 9 de julio de 2012.

## Video musical
El video oficial de la canción fue dirigido por Carlos López Estrada, Sebu Simonian y Ryan Merchant. Se lanzó en YouTube el 5 de septiembre de 2013.

## Uso en los medios
"Kangaroo Court" fue incluida en la banda sonora de la teleserie de MTV Niñas mal 2, también fue utilizado el comercial de Chile Ripley en noviembre de 2013.

## Lista de canciones
Descarga digital - sencillo

| N.º | Título           | Duración |  |
| 1.  | «Kangaroo Court» | 3:43     |  |

## Historial de lanzamientos
| País           | Fecha                   | Formato          | Discográfica                     |
| -------------- | ----------------------- | ---------------- | -------------------------------- |
| Estados Unidos | 26 de julio de 2012     | Descarga digital | Lazy Hooks Capitol Records       |
| Alemania       | 5 de septiembre de 2013 | Descarga digital | Lazy Hooks Universal Music Group |